# Бад Фајлнбах
Бад Фајлнбах (њем. Bad Feilnbach) општина је у њемачкој савезној држави Баварска. Једно је од 46 општинских средишта округа Розенхајм. Према процјени из 2010. у општини је живјело 7.435 становника. Посједује регионалну шифру (AGS) 9187129.

## Географски и демографски подаци
Бад Фајлнбах се налази у савезној држави Баварска у округу Розенхајм. Општина се налази на надморској висини од 512 метара. Површина општине износи 57,5 km². У самом мјесту је, према процјени из 2010. године, живјело 7.435 становника. Просјечна густина становништва износи 129 становника/km².

## Међународна сарадња
| Мјесто     | Држава   | Врста сарадње | Од    |
| ---------- | -------- | ------------- | ----- |
| Лицелсдорф | Аустрија | контакт       | 2000. |
| Извор      |          |               |       |